# 黑默斯贝格
黑默斯贝格是德国莱茵兰-普法尔茨州的一个市镇。总面积13.02平方公里，总人口1727人，其中男性859人，女性868人（2011年12月31日），人口密度133人/平方公里。